# تريفور روس
تريفور روس (بالإنجليزية: Trevor Ross)‏ (16 يناير 1957 في المملكة المتحدة - ) هو لاعب كرة قدم بريطاني في مركز الوسط. شارك مع منتخب اسكتلندا تحت 21 سنة لكرة القدم. أما مع النوادي، فقد لعب مع أيك أثينا وشيفيلد يونايتد ونادي أرسنال ونادي إيفرتون ونادي بورتسموث ونادي بوري ونادي هايد إف سي ونادي ألترينتشام.

## وصلات خارجية
- تريفور روس على موقع قاعدة بيانات كرة القدم.إي يو (الإنجليزية)